# ケミ・ベーデノック
ケミ・ベーデノック（英語: Kemi Badenoch [ˈkɛmi ˈbeɪdənɒk]）、本名オルケミ・オルフント・アデゴケ・ベーデノック（Olukemi Olufunto Adegoke Badenoch、1980年1月2日 - ）はイギリスの政治家。2024年11月より野党指導者および保守党党首に就任。この役職では史上初の黒人であり、2022年から2024年までリズ・トラスとリシ・スナク政権下で閣僚を務めた。ベーデノックは2024年からノース・ウェスト・エセックス選出の国会議員（MP）を務めており、それ以前は2017年から2024年までサフラン・ウォルデン選出のMPを務めていた。ケミ・ベイデノック、ケミ・ベイドノックとも。

## 概要
2012年、ベーデノックはロンドン議会の議席を争い、落選したが、2015年にヴィクトリア・ボーウィックが国会議員に選出された後、ロンドン議会議員となった。2016年の国民投票でEU離脱を支持したベーデノックは、2017年の総選挙で庶民院議員に選出された。2019年7月にボリス・ジョンソンが首相に就任した後、ベーデノックは児童家族担当政務次官に任命された。2020年2月の内閣改造で、彼女は財務次官兼平等担当政務次官に任命された。2021年9月、ベーデノックは平等担当政務次官に昇進し、地方自治・信仰・コミュニティ担当政務次官に任命された。
2022年7月、ベーデノックはジョンソンに抗議する形で閣僚を辞任し、9月にかけて行われた党首選挙で立候補したが落選した。2022年9月にリズ・トラスが首相に任命された後、ベーデノックは国際貿易大臣兼貿易委員会総裁に任命され、枢密院議員に任命された。翌月、トラスの後任であるリシ・スナク首相により貿易大臣に再任され、女性・平等担当大臣も兼任した。
2023年2月の内閣改造で、国際貿易省とビジネス・エネルギー・産業戦略省の一部が統合されたことに伴い、ベーデノックはビジネス・通商省大臣に就任した。ベーデノックは女性・平等大臣の職も引き続き務めた。2024年総選挙で保守党が敗北した後、ベーデノックはスナクのシャドウ・キャビネットで住宅・コミュニティ・地方自治省の担当大臣に任命され、その後、2024年の党首選挙で保守党党首に立候補した。彼女は党員投票でロバート・ジェンリックを破り、保守党党首および野党指導者に就任した。
ベーデノックは、制度的人種差別、移民の統合、トランスジェンダーの問題について、保守派の見解を示している。2024年、ビジネス・通商省大臣時代のパワーハラスメントの疑惑で告発された。

## 政治的見解
ベーデノックは保守党の右派・保守強硬派とされているが、保守党の「リベラル派」であると自称しており、「特に左寄りではない」とも述べている。ベーデノックはイギリスの哲学者ロジャー・スクルートンとアメリカの経済学者トーマス・ソウェルを影響を受けた人物として挙げており、ソウェルの『基礎経済学』にも影響を受けたとしている。2017年の議会での初演説で、ベーデノックはウィンストン・チャーチル、エイリー・ニーヴ、マーガレット・サッチャーを政治的英雄として挙げた。ベーデノックは社会保守主義者であり、「反Woke」の政治家とも評されている。

### 人種
2020年10月に庶民院で行われた黒人歴史月間の討論会で、ベーデノックは学校で白人の特権性や同様の「批判的人種理論の要素」を議論の余地のない事実として教えることに対する反対を改めて表明した。ConservativeHomeは読者投票で、2020年の批判的人種理論に関するベーデノックのスピーチを「今年のスピーチ」に選んだ。そのスピーチでは「政治的な人種理論の要素を事実として教えたり、反対意見をバランスよく扱うことなく警察の予算削減などの党派的な政治的見解を推進したりする学校は、違法である」と述べていた。
ベーデノックは党首選挙運動開始時に、2022年にタイムズ紙に寄稿した記事でアイデンティティ政治に対する批判を表明し、「強制的な統制、意見の押し付け、議論の封じ込め、デュー・プロセス・オブ・ローの打ち切りに代表されるアイデンティティ政治は、寛容さや個人の権利に関するものではなく、我々たちの重要かつ永続的な英国の価値観とは正反対のものである」と主張した。

### 移民
2024年9月、ベーデノックはサンデー・テレグラフに寄稿し、「移民が国境でおのずと先祖伝来の民族的敵意を捨てるとか、すべての文化が等しく正当だとか、甘い考えを持つことはできない。そうではない」と主張した。また、「英国は、余所者がやってきて稼ぐための寮ではない。我々の家だ。我々が歓迎することを選んだ人々には、我々の価値観を共有し、社会に貢献することを期待している。英国市民権は、英国のパスポートを持つこと以上のもので、英国とその国民に対する責任でもある」と主張した。ベーデノックはまた、英国の価値観と文化を強調したより良い「統合戦略」を求め、記事の中で、平等人権委員会の委員長であるフォークナー男爵夫人が「我々は新しい移民を統合できていないようだ」と報告し、「ドイツで採用されている手法を採用し、英国の移民予定者に『統合コース』の受講を義務付けるよう求めた」ことに言及した。
2024年9月に放送されたBBCの「サンデー・ウィズ・ローラ・クンスバーグ」のインタビューで、ベーデノックは「西洋の価値観、英国を偉大にした規範を信じている。そして、現在の社会を維持するために、我々はそれらの原則を守り続ける必要があると思う」と述べた。彼女は「外国の紛争」をもたらす移民は国に歓迎されるべきではないとし、「イスラエルを憎む最近の移民の数」を挙げた。「最近この国に来た多くの人々が、かつて住んでいた場所から、ここには居場所のない考え方を持ち込んでいることは明らかだ」と述べ、英国は「共通の文化と共通のアイデンティティを持つようにする」ためのより強力な戦略が必要だと主張した。
ベーデノックは、英国内の地方政府が独自の移民・ビザ政策を実施することを認めることに反対している。

### LGBTとフェミニズム
NHSのジェンダー・アイデンティティ関連医療に関する調査であるキャス・レビューの公表後にサンデー・タイムズ紙に寄稿された記事の中で、ベーデノックは「NHSのジェンダー・アイデンティティ・サービスがイデオロギー主義者に乗っ取られていると警告した人たちの口を封じるのではなく耳を傾けていれば、子どもたちは被害を受けず、キャス・レビューは必要とされなかっただろう。私たちの責任は、このようなことが二度と起こらないようにすることだ」と書いている。
平等担当大臣として、ベーデノックは、トランスジェンダーの職員が職場で性自認に基づく行動ができるようにする金融行動監視機構の計画に反対し、公共施設内のジェンダーレストイレに反対し、トイレ、スポーツ、更衣室、家庭内暴力からの避難シェルターなど、男女別のスペースを維持することを支持する発言をしてきた。
2019年、ベーデノックは北アイルランドへの同性婚の権利拡大に関する投票で棄権した。2021年3月、ベーデノックは、政府が同性愛者への転向療法を禁止する計画にトランスジェンダーへの転向療法を含めない決定を下したため役職を辞任した政府のLGBT顧問3人のうちの1人であるジェーン・オザンから、平等大臣としての「立場を検討する」よう促された。オザンはこの問題に関するベーデノックの演説を「ぞっとする」ものであり「最後の一押し」だったと表現した。
2021年、Viceは2018年に録音された会話をリークした。その中でベーデノックは「ご存知の通り、トイレの問題はアメリカの問題だが、アメリカでも同じような問題を抱えている。つまり、今は誰とでも結婚できるというだけでなく、男性でも女性用トイレを使えるという問題になっている」と語っていた。ベーデノックは批評家から、同性婚を嘲笑し、トランス女性を「男性」と呼んだことにより、トランス嫌悪的だと非難された。政府報道官はこれらの主張を否定し、「この2018年の発言は文脈から外れており、異なるグループ間で複数の、そしてしばしば競合する要求がある場合に平等と公平のバランスを取ることについて、明確に指摘している。彼女の見解を誤って伝えるために使用すべきではない」と述べた。
2023年、ベーデノックは庶民院で演説し、特定の国からのトランスジェンダー移民が出身国から持ち込まれた公的文書と一致する性別の文書を英国で取得する権利を剥奪する規制を発表した。これは、一部の国がトランスジェンダーの性別移行を「あまりにも簡単に」認めているためだと説明した。ベーデノックは、「英国は性別認定証明書を取得する目的でのセルフIDを認めないというのがこの政府の方針である」と述べ、「英国の法的性別認定の基準を満たさない人が海外のルートを使ってそうすることはできないはずだ」と述べた。
ベーデノックはさらに、政府が転向療法の禁止を進める計画を発表したことについて、自身の性自認に疑問を持つ若者に対する性別適合医療は「転向療法の新しい形」であると述べた。ベーデノックの見解では、「若いゲイの子供たちがトランスジェンダーであると教え込まれ、取り返しのつかない決定のための医療パスを歩まされ、自分のしたことを後悔するという、ほぼ流行病のような事態が起きている」と述べ、さらに法案草案は、臨床医が「子供の自認する性別を無条件に肯定する診療をしなければトランス差別とレッテルを貼られるため、子供に率直な臨床的助言を与えることを恐れている」という懸念に対処すると述べた。さらに、ベーデノックは英国の学校において、親の同意や通知なしにトランスジェンダーを自認する子供たちが自分の選択した性別を自認することが許可されるような子供への社会的移行を進めることを禁止する計画を発表した。

### 地球温暖化
保守党は従来、イギリスのネットゼロ目標を支持してきたが、ベーデノックが党首になって以降は地球温暖化対策に否定的なリフォームUKに対抗するため、支持を撤回した。彼女は「イギリスを破産させずにネットゼロ目標を達成することは不可能である」「ネットゼロ目標はエネルギー価格を上昇させている」などと発言した。気候学者やエネルギーの専門家はこれらの主張に反論した。また、彼女は化石燃料ロビーから献金を受けていることが報じられている。